# EquensWorldline
equensWorldline is een Europese betalingsverwerker. Als een van de grootste partijen in Europa zorgt equensWorldline voor de verwerking van girale en kaartgerelateerde betalingen. Met een jaarlijks volume van 9,7 miljard transacties en vijf miljard toonbankbetalingen en geldopnames heeft equensWorldline binnen de eurozone een marktaandeel van ruim 12,5%.
Equens kwam voort uit een fusie tussen het Nederlandse Interpay Nederland BV en het Duitse Transaktioninstitut für Zahlungsdiensleistungen AG en wordt gedreven in de vorm van een Europese vennootschap. In 2016 fuseerde Equens met Worldline SA en ging verder onder de naam equensWorldline. Vanaf 2019 is equensWorldline een volledige dochter van Worldline SA.

## Historie
Interpay Nederland is in 1994 ontstaan uit een fusie tussen drie Nederlandse bancaire organisaties: BeaNet, Eurocard en Bankgirocentrale. Interpay Nederland was in het verleden merkeigenaar van betaalproducten zoals PIN, Chipknip, Acceptgiro en Incasso en tevens eigenaar van Rules & Regulations, de 'spelregels' waaraan deelnemers aan het betalingsverkeer in Nederland moeten voldoen. Door een toegenomen behoefte aan transparantie is het merkeigendom en de regelgeving in 2005 overgedragen aan door de Nederlandse banken opgerichte organisatie Currence.
Na een strategische heroriëntatie in 2003 heeft Interpay zich ten doel gesteld zich niet alleen op de Nederlandse markt maar op de Europese markt te richten. Dit besluit vloeide voort uit de komst van de euro (en daarmee het wegvallen van de nationale grenzen) en de wens om te komen tot één Europese betaalzone, de Single Euro Payments Area (SEPA). Vanaf 2003 heeft Interpay een aantal activiteiten afgestoten of verzelfstandigd, zoals de verwerking van documenten in de vestiging in Leusden aan Unisys en de oprichting van PaySquare, een 100% dochter voor creditcard-activiteiten.
Vooruitlopend op de komst van SEPA heeft Interpay zich ten doel gesteld tot een van de grootste payment processors binnen Europa uit te groeien. Omdat schaalgrootte hierin doorslaggevend is, is Interpay in het najaar van 2006 gefuseerd met het Duitse Transaktioninstitut für Zahlungsdiensleistungen AG. Dit bedrijf is in 2003 ontstaan uit de Duitse DZ Bank. De uit deze fusie ontstane organisatie heet Equens N.V. en bestaat uit Equens Nederland B.V. (Utrecht) en Equens Deutschland AG (Frankfurt en Stuttgart). 

### Dochterondernemingen
Op 17 juli 2008 werden 'Equens Nederland B.V.' en 'Equens Deutschland AG' opgenomen in het moederbedrijf Equens N.V. Laatstgenoemde werd direct daarna omgezet in een Europese vennootschap (SE). Equens S.p.A is ontstaan uit een joint venture tussen de Italiaanse ICBPI groep (tegenwoordig Nexi) en Equens SE. Sinds januari 2014 is Equens S.p.A - een 100% dochter - volledig geïntegreerd in Equens SE. 
Overige dochterondernemingen zijn InterEGI B.V., DZ Service GmbH en PaySquare SE. PaySquare SE is ontstaan uit een fusie in 2014 tussen het Duitse montrada GmbH en het Nederlandse PaySquare BV. Beide bedrijven zijn actief in betaalkaartacceptatie en transactieverwerking.